# Substraattaal
Een subtaal of substraattaal (Latijn sub, onder en stratum, laag) is een taal die oorspronkelijk werd gesproken in een gemeenschap waarbinnen nu een andere omgangstaal wordt gebruikt. Substraattalen blijven soms herkenbaar in de taal die ze is opgevolgd. Historische taalkundigen houden zich bezig met onderzoek naar substraattalen. De opvolgende taal is dan de superstraattaal of het superstraat.
Hierbij ter illustratie: in de provincie Groningen wordt sinds de 14e eeuw een serie Nedersaksische variëteiten (het Gronings) gesproken. Voorheen was Groningen met uitzondering van de stad Groningen, het Gorecht en het Westerwolde evenwel Friestalig. Het Nedersaksisch van Groningen verschilt op tal van punten van het Nedersaksisch van andere streken door kenmerken die uit de Friese substraattaal zijn overgenomen. Een Fries substraat wordt bijvoorbeeld ook algemeen aangenomen voor het Hollands en, veel minder zeker, voor het West-Vlaams.
Andere interessante voorbeelden uit andere taalfamilies zijn het Japans en het Egyptisch-Arabisch. Het Japans zou een Altaïsche taal zijn met een Austronesisch substraat. Daarentegen is het Egyptisch-Arabisch een bepaalde variëteit van het standaard Arabisch met een Koptisch substraat.
Ook van de Germaanse talen als geheel wordt wel verondersteld dat sommige van de woorden waarvoor geen Indo-Europees equivalent bestaat uit een substraattaal komen, waarschijnlijk behorend tot een nu uitgestorven taalfamilie. Zie hierover het artikel Pre-Indo-Europees substraat van het Germaans.